# Ludogortsi
Ludogortsi (bulgariska: Лудогорци) är ett distrikt i Bulgarien.   Det ligger i kommunen Obsjtina Isperich och regionen Razgrad, i den nordöstra delen av landet, 300 km öster om huvudstaden Sofia.
Trakten runt Ludogortsi består till största delen av jordbruksmark. Runt Ludogortsi är det ganska glesbefolkat, med 35 invånare per kvadratkilometer.